# استیو دیویس (بازیکن فوتبال، زاده ۱۹۶۵)
استیو دیویس (انگلیسی: Steve Davis؛ زادهٔ ۲۶ ژوئیهٔ ۱۹۶۵) بازیکن فوتبال اهل بریتانیا است.
از باشگاه‌هایی که در آن بازی کرده‌است می‌توان به باشگاه فوتبال استوک سیتی، باشگاه فوتبال یورک سیتی، باشگاه فوتبال نانت‌ویچ، باشگاه فوتبال بارنزلی، باشگاه فوتبال کرو آلکساندرا، باشگاه فوتبال مکلسفیلد تاون، باشگاه فوتبال آکسفورد یونایتد، باشگاه فوتبال نورتویچ ویکتوریا، و باشگاه فوتبال برنلی اشاره کرد.
وی همچنین در تیم ملی فوتبال زیر ۱۸ سال انگلستان بازی کرده‌است.